# Zaira Wasim
Zaira Wasim (Srinagar, 23 ottobre 2000) è un'attrice indiana.

## Filmografia parziale
- Dangal, regia di Nitesh Tiwari (2016)
- Secret Superstar, regia di Advait Chandan (2017)
- The Sky Is Pink, regia di Shonali Bose (2019)

## Premi
- National Film Awards
  - 2017: "Best Supporting Actress" (Dangal)
- Filmfare Awards
  - 2018: "Best Actress (Critics)" (Secret Superstar)
- Star Screen Awards
  - 2017: "Most Promising Newcomer (Female)" (Dangal, Secret Superstar)
- National Child Awards
  - 2017: "Exceptional Achievement" (Dangal, Secret Superstar)
- News 18 Movie Awards
  - 2017: "Best Supporting Actress" (Dangal)
- Big Zee Entertainment Awards
  - 2017: "Best Child Artist" (Dangal)
- Lux Golden Rose Awards
  - 2017: "Emerging Beauty of The Year" (Secret Superstar)